# 기간입찰
기간입찰(其間入札)이란 통상의 입찰방법인 기일입찰과는 달리 1주일 이상 1개월 이하의 범위 안에서 입찰기간을 정하여 원격지 거주자들도 등기우편의 방법을 통해 입찰에 참여할 수 있도록 하는 방법을 말한다. 즉, 기간입찰은 매수기회를 확대시키기 위한 방법이라고 할 수 있다.

## 같이 보기
- 입찰